# Acanthomunna tannerensis
Acanthomunna tannerensis är en kräftdjursart som beskrevs av Schultz 1966. Acanthomunna tannerensis ingår i släktet Acanthomunna och familjen Dendrotionidae. Inga underarter finns listade i Catalogue of Life.